# Vinblad

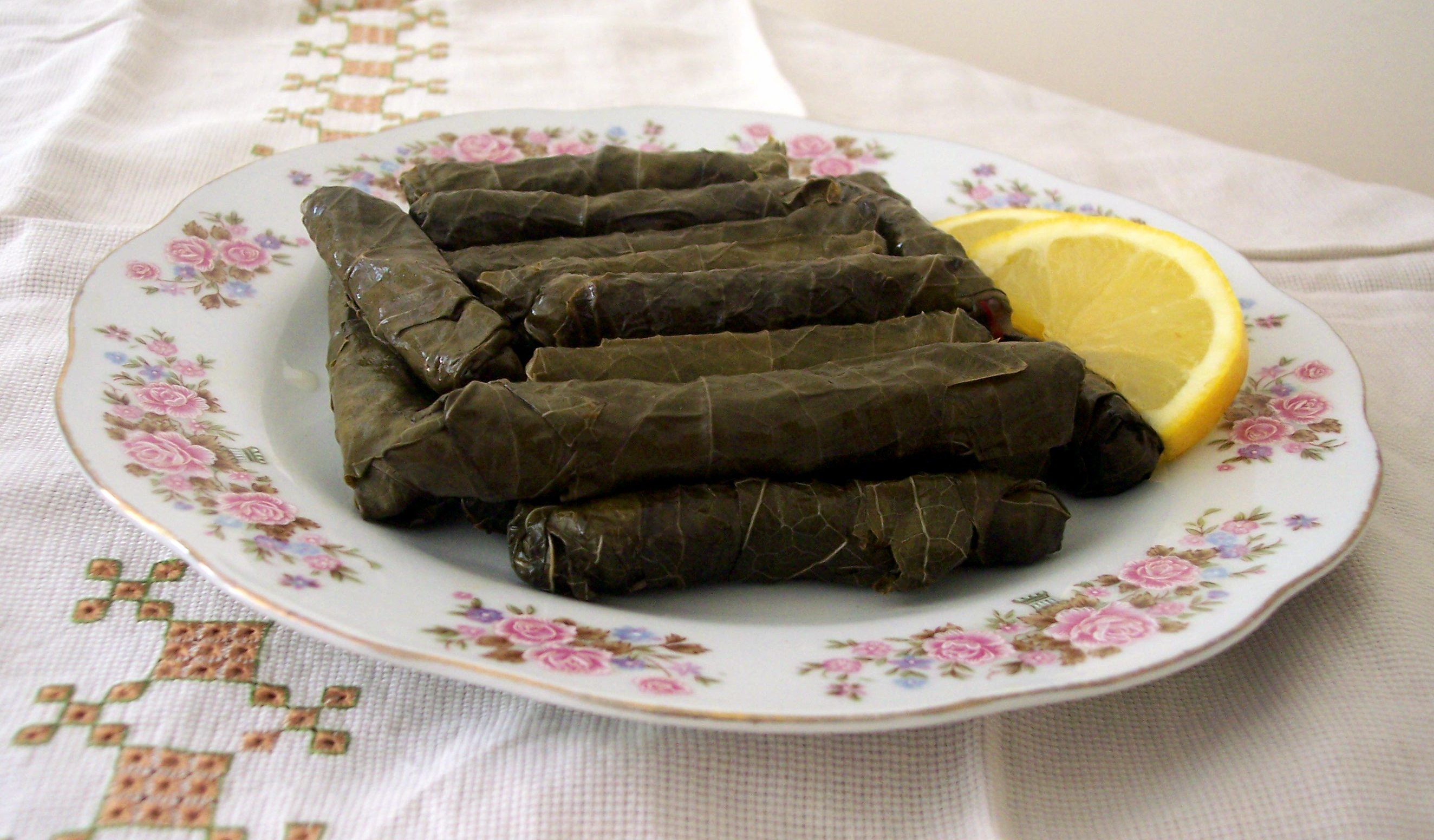
Turkiska dolmar med vinblad

Vinblad, blad som kommer från vinrankan, den traditionella och äkta arten heter Vitis vinifera och odlas främst i varmare länder. 
I kallare klimat odlas bättre en förädlad sort, Vitis labrusca, även kallad staketdruva eller baltisk druva. Bladen kan användas i örtteer, i maträtter som till exempel vinbladsdolmar samt som krydda i vinäger och matoljor (lätt syrlig, svagt kryddad smak). Bladen från Vitis labrusca är grövre och inte lika lättuggade som bladen från Vitis vinifera. Vinbladen är som bäst på sommaren – passande nog behöver vinrankan en sommarbeskärning. Vinblad kan i Sverige köpas i vissa livsmedelsbutiker, antingen som färska eller inlagda i lag, som regel importerade från utlandet.